# (7672) Hawking
Pour les articles homonymes, voir Hawking.
(7672) Hawking est un astéroïde de la ceinture principale.
Il a été nommé en l'honneur de Stephen Hawking.